# Radulinus taylori
Radulinus taylori är en fiskart som först beskrevs av Gilbert 1912.  Radulinus taylori ingår i släktet Radulinus och familjen simpor. Inga underarter finns listade i Catalogue of Life.